# جمعه سیاه (خرید)
جمعهٔ سیاه یا بِلَک فرایدِی (به انگلیسی: Black Friday) یا حراج جمعه در آمریکا بعد از روز شکرگزاری است که عملاً آخرین جمعهٔ ماه نوامبر به‌شمار رفته و آغاز آیین خرید برای کریسمس حساب می‌شود. در واقع جمعهٔ سیاه، یک روز تعطیل نیست. اما بیشتر شرکت‌ها این اجازه را به کارکنان خود می‌دهند که این روز را مرخصی گرفته و به خرید سال نو بپردازند. سال‌ها است که این روز، شلوغ‌ترین روز برای فروشنده‌ها است. هر چند آمریکای شمالی محل اصلی رخداد این سنت است، اما همچون بسیاری از سنت‌های دیگر این منطقه، این سنت نیز به کشورهای دیگر سرایت کرده‌است. این روز به قدری اهمیت دارد که فروشگاه‌ها پیش از ساعت ۴ صبح کار خود را آغاز کرده و مردم از همان زمان برای خرید به فروشگاه هجوم می‌آورند و باید تا پیش از آغاز شب خرید کرده باشند.
در سال ۲۰۲۲ فروش جهانی جمعه سیاه ۳۱/۲ میلیارد دلار بود. این رقم در سال ۲۰۲۳  به ۳۷/۲ میلیارد دلار (۱۰ میلیارد دلار در آمریکا) رسید که بیشتر آن از خریدهای آنلاین بود.

## تاریخچه
سده‌ها است که صفت سیاه در فرهنگ‌های مختلف برای توصیف رویدادی بدشگون استفاده می‌شد. در تاریخ آمریکا عبارت «جمعه سیاه» به رسوایی بازار طلا در ۲۴ سپتامبر ۱۸۶۹ اشاره دارد. پس از پایان جنگ داخلی آمریکا بین ایالات متحده آمریکا و ایالات مؤتلفه آمریکا نوبت به دوران دوازده ساله بازسازی آمریکا رسید. بدین ترتیب ایالت‌های شکست خورده جنوبی، مورد بازسازی ایالت‌های شمالی پیروز قرار گرفتند. دو تن از زمین‌خواران آن دوره به نام جِی دیک (Jay Dick) و جیمز فیسک (James Fisk) به واسطه خریدهای عمده در مدتی کوتاه، انحصار موقت طلا را به دست گرفتند. آنها از این طریق سود کلانی به دست آوردند. دولت وقت که به‌موقع متوجه این سوءاستفاده نشد، حجم طلای بالایی را روانه بازار کرد تا قیمت از دست رفته ثابت شود. اما در نهایت، زندگی بسیاری ویران شد و از آن روز به نام جمعه سیاه یاد می‌شود.

### نخستین کاربرد عبارت بلک فرایدی
از نخستین کاربردهای ثبت‌شده عبارت بلک فرایدی، می‌توان به مجله (Factory Management and Maintenance) در نوامبر ۱۹۵۱ اشاره کرد. در آن دوران کارگران به صورت دسته جمعی با همدیگر توافق می‌کردند و به بهانه‌های مختلف مرخصی می‌گرفتند. بدین ترتیب، فردای روز عید شکرگزاری (روز جمعه) به کارخانه‌ها نمی‌رفتند و تعطیلاتی چهار روزه (پنجشنبه، جمعه، شنبه و یکشنبه) داشتند. اما مانند بسیاری از کلمات دیگر زبان انگلیسی، کاربرد عبارت بلک فرایدی به این صورت جا نیفتاد.

#### قانون حسابداری
در گذشته، قانونی نانوشته بین حسابداران رایج بود که در ترازنامه‌های خود، اگر صورت سود و زیان آنان منجر به ضرر می‌شد از جوهر قرمز استفاده می‌کردند. استفاده از جوهر قرمز رنگ، تنها جهت نمایان‌تر شدن ضرر در بیلان بود. اما اگر صورت سود و زیان به سود می‌انجامید، از جوهر مشکی استفاده می‌شد. در اوایل دهه ۱۹۶۰ میلادی، حسابداران همیشه فردای روز عید شکرگزاری، حساب‌های خود را مشکی رنگ می‌دیدند. این روز سرآغاز موج سود و خریدهای پیش از عید به حساب می‌آمد. از این رو، بین خود آن را «بلک فرایدی» به معنای جمعه {جوهر} مشکی نام‌گذاری کردند.
در سال ۱۹۶۱ پلیس فیلادلفیا پنسیلوانیا، و راچستر نیویورک به خاطر شلوغی و ترافیک خیابان‌ها در این روز، آنرا بلک فرایدی خواندند. به نظر کارشناسان روابط عمومی آن دوران، استفاده از عبارت بلک فرایدی یا جمعه سیاه کاربرد مناسبی نبود. چراکه واژه «سیاه» نشان دهنده رویدادی بدشگون است. آنان به رسانه‌ها و مردم پیشنهاد کردند، به‌جای «جمعه سیاه» یا «شنبه سیاه» از عباراتی مثل «جمعه بزرگ» یا «شنبه بزرگ» استفاده کنند. اما این عبارات معادل‌سازی شده نیز عمر چندانی نداشتند.

#### شلوغی خیابان‌ها
باری دیگر در سال ۱۹۷۵ میلادی در روزنامه نیویورک تایمز به عبارت بلک فرایدی اشاره شد. در اینجا نیز منظور شلوغ‌ترین روز و سنگین‌ترین ترافیک جاده‌ها بابت خرید مردم بود. تا اوایل دهه ۱۹۸۰ میلادی همچنان برخی از شهرها و ایالت‌های آمریکا از این عبارت استفاده نمی‌کردند. اما کسانی که آن عبارت را شنیده بودند، مفهومی یکسان «فرصتی طلایی برای خرید» و آغاز فصل خریدهای عید کریسمس و روزی شاد در ذهنشان تداعی می‌شد. حتی باوجود کلمه «سیاه» در این عبارت، هیچ‌کس آنرا روزی سیاه و تباه نمی‌دانست.

### حراج پنج شنبه
رقابت افراطی مغازه داران به جایی رسید که این حراجی، در صبح عید شکرگزاری آغاز شد. در سال ۲۰۰۹ فروشگاه کی‌مارت به بهانه  اینکه خریداران در ترافیک جمعه سیاه نمانند حراجی بلک فرایدی را از ساعت ۷ صبح پنجشنبه آغاز کرد. پس از آن فروشگاه‌های زیادی از این تغییر ساعت پیروی کرده و در ساعات ۸ و ۹ صبح پنجشنبه به جنس‌های خود چوب حراج زدند. رسانه‌ها برای عدم استفاده از عبارت بدشگون «سیاه» و برای توجیه این روز آن را «پنجشنبه طوسی» یا «پنجشنبه قهوه‌ای» هم نامیدند. اما شاید در آینده این عبارات هم در زبان انگلیسی رواج پیدا نکنند، و عبارتی جدید به نام بلک ترزدی (پنج‌شنبه سیاه) وارد فرهنگ واژگان انگلیسی شود.

### دوشنبه مجازی
رفته‌رفته با جا افتادن خریدهای اینترنتی، فروشگاه‌های آنلاین نیز در رویداد بلک فرایدی حضور یافتند. رقابت در صف‌های طولانی، پدیده‌ای متفاوت در کشورهای دیگر است. همان‌طور که مردم برای فیلم‌های سینمایی معروف، از چند ساعت قبل با صندلی و تجهیزات کاملِ گذرانِ وقت حاضر می‌شوند، در مورد بلک فرایدی نیز این امر بسیار پررنگ‌تر بود. بسیاری از مردم فرصت ایستادن در صف‌های طولانی را نداشتند و ترجیح می‌دادند که روز عید شکرگزاری در کنار خانواده خود باشند. فروشگاه‌های آنلاین، در دوشنبه بعد از شکرگزاری (پایان تعطیلات چهار روزه عید) پیشنهادهای آنلاین جذاب خود را ارائه می‌دادند. بدین‌صورت، کسانی که موفق به حضور در بلک فرایدی نشده بودند یا دیر به پیشنهاد موردنظر خود رسیدند هم، شانسی دوباره پیدا می‌کردند. در موارد بسیاری، رویداد بلک فرایدی آنلاین یک هفته کامل طول می‌کشید و آن را با عبارات (Cyber Monday) و (Cyber Week) توصیف می‌کنند.

## انتقادها

### خشونت و جرایم
خشونت، جرم و درگیری در جمعه سیاه یکی از دلایلی است که پلیس این نام را برای این روز در نظر گرفته‌است؛ که ریشه در قتل‌ها و درگیری‌های این روز در فروشگاه‌های مختلف دارد.
از جمله سال ۲۰۱۰ که در فروشگاه زنجیره‌ای وال‌مارت درگیری‌های خریداران منجر به ۱۰ کشته و ۱۱۱ مصدوم شد که پس از این حادثه هشتگ #Walmartfights ایجاد شد.
- بدترین جمعه سیاه مربوط به سال ۲۰۰۸ است که یک نگهبان فروشگاه وال‌مارت با وجود قد ۱۹۵ سانتی و وزن ۱۲۲ کیلویی در زیر پای هجوم بیش از ۲۰۰۰ نفر به دلیل خفگی جان سپرد و یک زن باردار نیز صدمه جدی دید[۱۵]
- در سال ۲۰۰۹ پلیس به دلیل خشونت زیاد وارد فروشگاه وال‌مارت شد[۱۶]
- در سال ۲۰۱۰ هجوم مردم در ساعت ۵ صبح چاره‌ای برای خروج اضطراری کارمندان فروشگاه نگذاشت[۱۷]
- در سال ۲۰۱۱ زنی در فروشگاه وال‌مارت برای خرید یک دستگاه وی به سمت جمعیت اسپری فلفل پاشید[۱۸]
- در سال ۲۰۱۲ در بیرون فروشگاه وال‌مارت به دلیل درگیری برای جای پارک دو نفر به همدیگر شلیک کردند[۱۹]
- در سال ۲۰۱۳ پلیس به یک دزد فروشگاه شلیک کرد[۲۰]
- در سال ۲۰۱۶ سه نفر در شهرهایی در ایالت‌های تنسی، نیوجرسی و نوادا مورد شلیک قرار گرفتند که یکی از آنان درگذشت[۲۱]
- در سال ۲۰۱۷ پنج نفر از اهالی آلاباما در طی درگیری زخمی شدند و پلیس این شهر فروشگاه برلوس را در آن روز تعطیل کرد[۲۲]

از سال ۲۰۰۶ تا ۲۰۲۳ مجموعا ۱۷ مرگ و ۱۲۵ جراحت گزارش شده است.
جرم در روز جمعه سیاه تنها به قتل و درگیری‌ها ختم نمی‌شود. بلکه گران‌فروشی نیز یکی دیگر از جرم‌های این روز است که فروشگاه‌های مختلف مرتکب این کلاهبرداری می‌شوند.
بر پایه بررسی وبگاه WalletHub چهارده درصد از کالاهای فروش رفته در این روز قیمتی برابر با روزهای عادی دارند و هفده درصد فروش جمعه سیاه نیز حتی قیمتی بالاتر از قیمت این روز دارند.

### محیط زیست
خرید بی‌رویه مردم به‌ویژه پوشاک در این روز انتقاد فعالان محیط زیست را به همراه داشته است.

## فلسفه حراج جمعه
فلسفه اصلی حراج جمعه تخفیف بر روی همه کالاها است. تخفیفی که باعث ترغیب مشتریان برای رفع نیازهای خود با هزینه کمتر در آستانه سال نو و خالی شدن انبار فروشگاه‌ها با حاشیه سودی کمتر است. اما در سال‌های اخیر رقابت بین فروشنده‌ها به حدی بالا گرفت که مفهومی به نام Doorbuster به وجود آمد. اما Doorbuster به چه معنا است؟ همان‌طور که می‌دانید کلمه Door به معنای «در» و کلمه Buster به معنی انفجار یا شکستن چیزی است. به همین دلیل کالاهای با تخفیف ویژه را Doorbuster نامیدند. زیرا این کالاها باعث صف کشیدن مردم پشت درهای فروشگاه شده و حتی در بسیاری از موارد نیز تراکم جمعیت مشتریان باعث شکسته شدن در فروشگاه شد.
کالاهای با تخفیف ویژه در واقع یکی از کاتالیزورهای حراج جمعه بوده و افراد زیادی را به خود جلب می‌کنند. این کالاها عموماً از محصولات بسیار جذاب بازار نظیر گوشی‌های پرچم‌دار، تلویزیون‌های بزرگ، آخرین نسل دوربین‌ها یا آخرین و گران‌قیمت‌ترین لباس‌ها هستند که با تخفیفی باورنکردنی حتی تا ۷۰ درصد زیر قیمت اصلی خود عرضه می‌شوند. طبیعی است که فروشنده برخی از این کالاها را با ضرر عرضه می‌کند و فروش انبوه آن‌ها کار غیرعقلانی است. به همین دلیل تعداد کالاهای با تخفیف ویژه (Doorbuster) محدود بوده و عموماً در همان ثانیه‌های اول شروع حراج به پایان می‌رسند.

## ساعت شروع حراج جمعه
به‌طور معمول، ساعت ثابتی را نمی‌توان به شروع رویداد بلک فرایدی نسبت داد. با بالا گرفتن رقابت فروشگاه‌های حقیقی، هرکس سعی در جلو کشیدن ساعت این روز داشت. بازماندن مغازه‌ها در کل ساعات شب، روال عادی این روز است. در سال‌های گذشته، مغازه‌ها رأس ساعت ۱۲ بامداد، در فروشگاه‌های خود را باز می‌کردند. در سال ۲۰۱۰، فروشگاه‌های زنجیره‌ای (Toys "R" Us) ساعت ۱۰ شب روز عید شکرگزاری، حراجی بلک فرایدی را آغاز کردند. بسیاری باعرضه نمونه محصولات رایگان، مثل مداد شمعی و کتاب‌های نقاشی مشتری‌ها را جذب می‌کردند. بسیاری از برندهای معتبر، نظیر ویکتوریا سیکرت، نایکی و پوما از ساعات اولیه صبح عید شکرگزاری بلک فرایدی را شروع می‌کنند؛ و تا ۱۱ شب جمعه ادامه می‌دهند. برعکس آنها مغازه‌هایی هم بودند که در ساعات عادی روز جمعه حراجی را شروع و تا ۲ بامداد شنبه ادامه می‌دادند.

## فروشگاه‌های آنلاین
با جا افتادن خریدهای اینترنتی فروشگاه‌های آنلاین در بلک فرایدی سال ۲۰۰۵ شیوه جدیدی از حراجی‌ها در تاریخ ثبت شد. سود حاصل از فروش آنلاین همه‌ساله از سال قبل بیشتر می‌شود. در سال ۲۰۱۳ سود حاصل از فروش در روز دوشنبه آنلاین نسبت به سال قبل ۱۸٪ بیشتر بود. این سود، به رقم ۱٫۷۳ میلیارد دلار رسید. در سال ۲۰۱ به میزان ۱۷٪ از سال قبل بیشتر شد، و مرز ۲ میلیارد دلار را هم شکست. در سال ۲۰۱۷ دوشنبه آنلاین رکورد فروش اینترنتی در آمریکا را شکست و ۱۶٪ بیشتر از سال قبل فروخت و به رکورد ۶٫۵۹ میلیارد دلار رسید. برنده واقعی این حراج کسی جز جف بیزوس رئیس وبگاه آمازون نبود که توانست با فروش فوق‌العاده در دوشنبه آنلاین ثروت خود را به ۹۹٫۶ میلیارد دلار یرساند و به عنوان ثروتمندترین فرد روی جهان معرفی شود. فروشگاه‌های شرکت آمازون، eBay و علی‌بابا از اصلی‌ترین برگزارکننده‌های حراج جمعه در سراسر جهان هستند.

### آمریکا
از آنجا که آمریکا اصلی‌ترین برگزارکننده حراج بلک فرایدی و خاستگاه آن است، آخرین جمعه ماه نوامبر در آن حال و هوایی ویژه‌ای دارد. تقریباً می‌توان گفت هیچ‌یک از فروشگاه‌های آفلاین و آنلاین آمریکا نیست که در این روز کالاهای خود را با تخفیف به فروش نرساند. زیرا اگر فروشگاهی با موج و شلوغی تخفیف‌های این روز همراه نشود باید قید فروش محصولات خود را زده و دست‌کم یک هفته‌ای را با ضرر و زیان سر کند. فروشگاه‌هایی که در آمریکا به حراج بلک فرایدی می‌پردازند را می‌توان به سه دسته تقسیم کرد. دسته اول فروشگاه‌های خرده‌فروش و نمایندگی‌های برندها، دسته دوم فروشگاه‌های زنجیره‌ای بزرگ و در آخر فروشگاه‌های آنلاین هستند.
در فروشگاه‌های حقیقی از ایالت‌هایی که بهترین پیشنهادها را ارائه می‌دهند می‌توان به تگزاس (هیوستون)، نوادا (لاس وگاس)، کالیفرنیا (لس آنجلس)، مینه سوتا (مینیاپولیس) و فلوریدا (اورلاندو) اشاره کرد. در این بین ایالت نیویورک با نزدیک به ۷۶ هزار مغازه خرده‌فروشی و ۹ فروشگاه زنجیره‌ای و همچنین ایالت تگزاس با بیش از ۳۰ هزار فروشگاه خرده‌فروشی و بیش از ۶۰ فروشگاه زنجیره‌ای که از بزرگ‌ترین مراکز خرید آمریکا هستند. 
در سال ۲۰۲۳ نزدیک به ۱۸۲ میلیون نفر در هفته منتهی به بلک‌فرایدی خرید کرده‌اند که ۷۲٪ این خریدهای به صورت حضوری بوده‌اند.

### بریتانیا
عبارت بلک فرایدی در بریتانیا مفهوم متفاوتی داشت. به‌طور معمول، آخرین جمعه پیش از کریسمس از سوی پلیس و سرویس سلامت همگانی، بلک فرایدی لقب گرفته بود. در آن روز، نیروهای دولتی خود را برای مقابله با باری آماده می‌کنند که بر روی دوش مراکز اورژانسی قرار می‌گیرد. از جمله اقدامات آنها می‌توان به برپایی مراکز سیار اورژانس در مناطق پر رفت‌وآمد شهری اشاره کرد. در بریتانیا حراج جمعه سیاه معمولا در تعطیلات آخر هفته و نه روز جمعه برگزار می‌شود و تا روز دوشنبه هفته بعد آن که روز دوشنبه مجازی است به اوج می‌رسد.
با اوج گرفتن و افزایش چشمگیر فروش در روز بلک فرایدی در آمریکا این حراجی در سایر کشورها نیز شکل گرفت. در سال ۲۰۱۳ شرکت ازدا به فکر جا انداختن کاربرد بلک فرایدی در بریتانیا افتاد. برخی از فروشگاه‌های آنلاین هم به این موج پیوستند و این اتفاق هر روز فراگیرتر می‌شود.
رفته‌رفته خرده‌فروش‌های بیشتری به این موج پیوستند، و برچسب تخفیف‌های ویژه خود را روی محصولات چشمگیر زدند. نیروهای پلیس، در سرتاسر بریتانیا به فروشگاه‌های حقیقی کشیده می‌شدند. فروشگاه‌های بی‌تجربه، نمی‌توانستند سیل خریداران را کنترل کنند. موارد بی‌شماری از آسیب‌های جزئی گرفته تا سرقت از مغازه‌ها در این روز اتفاق می‌افتاد. در سال ۲۰۱۵ میزان خرید محصولات از فروشگاه‌های حقیقی و آنلاین مرز ۲ میلیون پوند را رد کرد. در همین سال بلک فرایدی پرمنفعت‌ترین روز خرید در بریتانیا لقب گرفت و در رتبه اول ایستاد. 

### روسیه
روسیه از کشورهایی است که بلک فرایدی در سال‌های اخیر به آن وارد شده‌است و به دلیل تقویمی که دارد همواره یک روز پس از کشورهای دیگر این حراجی را برگزار می‌کند. البته این کشور با مساحتی بالغ بر ۱۷ میلیون کیلومترمربع را نمی‌توان تنها یک کشور دانست. اما مردم روسیه تا ۵ سال گذشته علاقه چندانی به بلک فرایدی نشان نداده بودند. در روسیه نیز همانند اکثر کشورهای دنیا بلک فرایدی کم‌کم رونق گرفته و وارد فرهنگ آن‌ها شد. در سال‌های ۲۰۱۰ میلادی بود که برخی از مغازه‌دارها علی‌الخصوص فروشگاه‌های لوازم الکترونیکی، کالاهای خود را در جمعه آخر ماه نوامبر با تخفیف ویژه و تحت عنوان تخفیف پایان سال به فروش می‌رساندند.
البته بلک فرایدی در روسیه ابتدا بافرهنگی کاملاً غلط رواج پیدا کرد. مغازه‌دارهایی که در کشورهای غربی دیده بودند مشتریان برای خرید محصول با یکدیگر دعوا می‌کنند، تنها از اسم این حراجی استفاده کردند. فروشگاه‌های روسیه بر روی همه ویترین محصولات خود برچسب حراجی را زدند اما هیچ‌یک از کالاها با تخفیف عرضه نشده و حتی بر خی فروشندگان کالاهای خود را با قیمتی بالاتر از روزهای عادی عرضه می‌کردند. این اقدام باعث ناامید شدن خریداران شده و تأثیری کاملاً برعکس انتظار را داشت.
رفته‌رفته باگذشت تنها چند سال فرهنگ بلک فرایدی در بین فروشندگان کوچک و بزرگ روسیه نیز جا افتاد و کالاها با تخفیف‌های چشمگیرتری عرضه شدند. البته تأثیر فروشگاه‌های آنلاینی همچون آمازون در ترویج درست فرهنگ خرید در روسیه را نیز نباید نادیده گرفت. در سال ۲۰۱۵ تب بلک فرایدی به حدی بالا رفت که طبق نظرسنجی صورت گرفته بیش از ۹۰ درصد فروشندگان برای شرکت در بلک فرایدی ۲۰۱۶ اظهار علاقه‌مندی کردند. حال بلک فرایدی در روسیه به‌جایی رسیده که کارشناسان و تحلیل گران احتمال رکورد زنی آن را می‌دهند. سال گذشته مشتریان روسی تنها در یک روز جمعه بیش از ۶۸۰ میلیون دلار پول خود را صرف خرید کردند که برای کشوری که تنها چند سال است بافرهنگ بلک فرایدی آشنا شده رقم بسیار بالا و قابل‌توجهی است.
در روسیه برندها و فروشگاه‌های متعددی در حال فعالیت هستند اما نخستین فروشگاهی که فرهنگ حراج جمعه را در این کشور پهناور پیاده کرد، فروشگاه آنلاین Promokodabra بود. این فروشگاه کار خود را ابتدا در اتریش آغاز کرده و سپس مدل کسب‌وکار خود را در روسیه نیز پیاده کرد و هم‌اکنون در ۱۲ کشور فعالیت دارد. از دیگر پیشتازان بلک فرایدی در روسیه می‌توان به فروشگاه‌های Ozon.ru, Otto, Phillips و Wikimar اشاره کرد. پیش‌بینی کارشناسان در حراجی جمعه سال جاری این است که هر یک از مشتریان این حراجی بیش از ۴۵۰۰ روبل یعنی معادل ۱۳۴ دلار خرید کنند.

### فرانسه
صرف یک کشور توسعه یافته بودن، دلیل نمی‌شود سنتی مثل بلک فرایدی چندین دهه در فرانسه قدمت داشته باشد. پایتخت مد جهان نیز تنها در سال ۲۰۱۴ با پدیده بلک فرایدی آشنا شد. تاجران و مغازه داران، به مرور این سنت را در فرانسه جا انداختند. غول‌هایی مانند اپل و آمازون هم در همین سال با تخفیف‌های ۸۵ درصدی مردم را به فروشگاه‌های خود می‌کشیدند. فرانسه‌زبان‌ها نیز از ترجمه لغت به لغت این عبارت استفاده می‌کنند، و آن را Vendredi noir یا همان بلک فرایدی می‌خوانند.

### کانادا
همسایه سردتر و شمالی آمریکا سال‌ها بود که اسم بلک فرایدی به گوشش خورده بود. در دورانی که ارزش دلار کانادایی از آمریکایی بیشتر بود، آنها برای خرید به آمریکا سفر می‌کردند. مردم این کشور، نه تنها برای حراجی بزرگ بلک فرایدی بلکه برای خریدهای جزئی خود هم همسایه گرم‌تر خود را انتخاب می‌کردند. در سال‌های اخیر که تفاوت ارزش این دو دلار کمتر شد، فروشگاه‌های کانادایی دست به کار شده تا از مهاجرت مردم به جنوب جلوگیری کنند. امروزه بلک فرایدی به سبک آنلاین رواج بیشتری در کانادا پیدا کرده است. این سنت در سال ۲۰۰۸ شروع شد و در ۲۰۱۲ به اوج خود رسید.

### هند
بلک فرایدی در هند هم شهرت پیدا کرد. تعداد فروشگاه‌های آنلاینی که این سنت را گسترش می‌دهند رو به رشد است. بازارهای اینترنتی بزرگ در هند این روز حراجی را برگزار می‌کنند. شرکت‌هایی مانند Flipkart و Snapdeal و آمازون تخفیف‌های جذابی در این روز به مشتریان خود می‌دادند.
رویداد سه روزه دیگری به نام جشنواره بزرگ فروش‌های آنلاین (GOSF) در ماه دسامبر در این کشور رواج دارد. اما برای متمرکزسازی فرصت‌های طلایی خرید در روز بلک فرایدی، شرکت‌هایی نظیر گوگل حضور خود را در این جشنواره قطع کردند. میل به برگزاری بلک فرایدی بین جمعیت یک میلیاردی این کشور روز به روز بیشتر می‌شود.

### چین
چین باستان مراسم بلک فرایدی ندارد. دلیل آن هم برگزاری روز مجردها (Singles' Day) درست یک هفته پیش از آن است. گوآن جون جیه (Guanggun Jie) درست در یازدهم روز یازدهمین ماه میلادی مردم چین روز مجردها را جشن می‌گیرند. قدمت برگزاری این مراسم به اوایل دهه ۱۹۹۰ میلادی برمی‌گردد. دلیل آن هم وجود چهار رقم یک (۱۱/۱۱) در این تاریخ است. فروش آنلاین این روز بزرگ در چین همه ساله رو به رشد است. ۹٫۳ میلیارد در سال ۲۰۱۴ خرید در وبگاه‌های آنلاین و ۱۴٫۳ میلیارد دلار در سال ۲۰۱۵ از جمله رکوردهای فروش آنلاین در این روز به حساب می‌آید.

### نیجریه
در نیجریه نیز بلک فرایدی توسط غول‌های آنلاین Konga و Jumia به این کشور عرضه شد. امروزه فروشگاه (Jumia) با فروش تی‌شرت‌های بلک فرایدی، هیجان این روز را زنده نگه می‌دارد. سابقه حضور بلک فرایدی در نیجریه بیشتر از سایر کشورهای مطرح است. بسیاری از تولیدکنندگان به‌طور مستقیم اجناس را به این کشور ارسال نمی‌کنند. برای همین منظور برنامه‌هایی نظیر وبگاه mallforafrica این امکان را برای مشتریان فراهم می‌کنند.

## خاورمیانه

### پاکستان
در پاکستان نخستین بار سنت بلک فرایدی توسط فروشگاه آنلاین Daraz.pk معرفی شد. در سال ۲۰۱۵ این فروشگاه محصولات خود را به مدت سه روز با تخفیف‌های ویژه در اختیار مشتریان خود قرارداد. این رویداد با همکاری شرکت مخابراتی تله‌نور پاکستان برگزار شد.

### امارات متحده عربی
در امارات متحده عربی نخستین بار فروشگاه آنلاین قدرتمند Souq این روز را برگزار کرد. در سال ۲۰۱۴ این فروشگاه ادعا کرد که به لطف ۱۰ هزار پیشنهاد ویژه خود توانسته میلیون‌ها کاربر اینترنتی را به وبگاه خود جذب کند. با وجود معروف بودن این روز به بلک فرایدی، Souq صفت سفید را متناسب فرهنگ مردم محلی دانست. امروزه در کنار عبارت جهانی بلک فرایدی، در حوضه خلیج فارس عبارت وایت فرایدی یا جمعه سفید رسمیت بیشتری یافته است.

## ایران
جمعۀ سیاه در ایران پدیده‌ای تازه است که از دهۀ ۱۳۹۰ رایج شده است. به نوشته روزنامه اعتماد نخستین بار در سال ۱۳۹۴ فروشگاه اینترنتی بامیلو حراجی مشابه بلک‌فرایدی را برگزار کرد و نام «حراجمعه» را بر آن گذاشت. حراج جمعه سیاه با انتقاد ایدئولوژیک برخی فعالان سیاسی و رسانه‌ای در ایران مواجه شده است.
اگرچه کریسمس جشن سال نوی ایران نیست و روزهای کریسمس در این کشور تعطیل نیستند. اما برخی از فروشگاه‌های اینترنتی و نیز فروشگاه‌های کوچک و خرده‌فروشی‌ها شروع به ارائۀ تخفیف‌هایی برای این مناسبت کرده‌اند. جمعۀ سیاه در شرایطی در ایران بروز یافته که معمولاً در روزهای منتهی به نوروز مناسبت ویژه‌ای برای ارائۀ‌ تخفیف از سوی فروشگاه‌ها وجود ندارد. این پدیده توسط جامعه‌شناسان و صاحب‌نظران مسائل اجتماعی و فرهنگی به‌عنوان رواج مصرف‌گرایی مورد انتقاد قرار گرفته است.
خرید آنلاین مردم در این روز به جایی می‌رسد که پهنای باند اینترنت در ایران با چالش‌هایی مواجه شده و حتی برخی از وبگاه‌ها دچار اختلال یا قطعی می‌شوند. برای نمونه در جمعه سیاه سال ۱۴۰۲ فروشگاه اینترنتی دیجی‌کالا چهار میلیون و ۹۶۷ هزار کالا فروخت و ۹۷۵ هزار سفارش ثبت کرد. پس از دیجی‌کالا اینستاگرام دومین وبگاه فروش آنلاین جمعه سیاه در ایران است. اما تردیدهایی درباره واقعی بودن تخفیف‌ها وجود دارند. همچنین گزارش‌هایی از کلاه‌برداری وجود دارند.